# Петрова-Блинкова, Галина Васильевна
Галина Васильевна Петрова-Блинкова (Блинкова, Петрова) (род. 2.10.1956, с. Богородское, Благовещенский район, Башкирская АССР) — советская спортсменка (конькобежный спорт), мастер спорта СССР международного класса (1976) по конькобежному спорту. Чемпионка СССР (1975), Спартакиады народов РСФСР (1978). Рекордсменка СССР (1978) среди женщин в беге на 1500 м. Рекордсменка мира (1976 — 77) среди юниорок в беге на 1000, 1500, 3000 м. Член сборной команды СССР (1976-82).
Окончила Высш. школу проф. движения им. Н. М. Шверника (Москва, 1985). Воспитанница СДЮШОР № 1 Уфы и ДСО «Зенит» (тренер З. Х. Адеев)